# 숀 웨더리

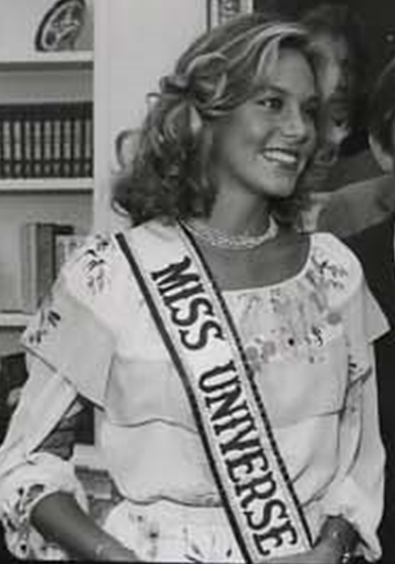

숀 웨더리(Shawn Weatherly, 1959년 7월 24일 ~ )는 미국의 텔레비전 배우, 모델, 영화배우이다.

## 영화
- 러브 인 더 타임 오브 몬스터즈 (2014년)
- 러스틴 (2001년)
- 샤도우 프로그램 2 - 파이브 에이스 (1999년)
- 댄서 텍사스 (1998년)
- 아미티빌 6 (1992년)
- 최후의 승자 (1990년)
- SOS 해상 구조대 (1989년)
- 폴리스 아카데미 3 - 재훈련 (1986년)
- 후커와 로마노 (1982년)